# Zvjezdarnica Višnjan
Zvjezdarnica Višnjan smještena je usred malog istarskog gradića Višnjana. 
Zvjezdarnica je nastala odlukom skupštine Amaterskog astronomskog društva Višnjan od 13. studenog 1992. godine, kao javna zvjezdarnica, a naknadnim odlukama, Astronomskog društva Višnjan i Znanstveno edukacijskog centra Višnjan, tijekom 2005. godine postala je astronomski institut.
U svom djelovanju istakla se na astrometrijskim mjerenjima i otkrićima malih tijela. Do sredine 2005. godine, zabilježeno je 1750 otkrića asteroida, od čega ih je s primarnim oznakama oko 1400. Na dan 17. rujna 2005., numeriranih je asteroida bilo 1162. Višnjanska je zvjezdarnica uvrstila se u popis otkrivatelja asteroida, pri čemu se služila pomoću zrcalnog teleskopa promjera 40 cm kojim je otkriveno oko tisuću asteroida.
Zvjezdarnica Višnjan je po broju otkrivenih asteroida jedna od dvanaest najproduktivnijih zvjezdarnica svijeta svih vremena:
- Minor Planet Discovery Sites - Mjesta otkrića asteroida: Zvjezdarnica Višnjan na 13. mjestu
- Minor Planet Discoverers - Otkrivači asteroida (robotski teleskopi, osobe i timovi): Korado Korlević na 13. mjestu

Do rujna, 2005. godine, sedam je asteroida imenovano i to:
- 9244 Višnjan (vidi Višnjan)
- 9429 Poreč (vidi Poreč)
- 7364 Otonkučera (vidi Oton Kučera)
- 9657 Učka (vidi Učka)
- 9814 Ivobenko (vidi Ivo Benko)
- 9813 Rozgaj (vidi Slavko Rozgaj)
- 10175 Aenona (Aenona je staro ime za grad Nin)

Tri su kometa otkrivena iz Višnjana, dva su automatski dobila prezimena otkrivača;
- P/1999 DN3 (Korlević-Jurić) ()
- P/1999 WJ7 (Korlević), (  Arhivirana inačica izvorne stranice od 10. siječnja 2006. (Wayback Machine))
- P/1998 VS24 (LINEAR) ()

P/1998 VS24 (LINEAR) je, novim načinom dodjela prava na otkrića, pripao astronomskom projektu američke vojske LINEAR.
Postavljanjem neekološke rasvjete i rezultirajućim porastom svjetlosnog onečišćenja, na području cijele Istre u proljeća 2000. i 2001. godine, nivo sjaja noćnog neba raste do kritične razine i dotadašnji znanstveni rad iz Višnjana biva otežan, da bi 2001. godine prestao u potpunosti.
Dovršenjem gradnje nove zvjezdarnice Astronomskog društva Višnjan i Općine Višnjan na Tičanu  (3 km od Višnjana) i postavljanjem opreme za astronomska i geofizička mjerenja na novoj lokaciji, stječu se uvjeti za nastavak rada na mapiranju Sunčevog sustava, a i znanstvena i edukacijska aktivnost se polako seli u pravcu nove lokacije.
Aktivnosti:
- Automatizacija 1m teleskopa
- Osmišljavanje novog razvojnog ciklusa u području praćenja malih tijela
- Geofizička stanica Tičan

## Poveznice
- Astronomsko društvo Višnjan
- Višnjan
- Korado Korlević
- Zvjezdarnica

## Vanjske poveznice
- Službena stranica  Arhivirana inačica izvorne stranice od 28. srpnja 2011. (Wayback Machine)
- Znanstveno edukacijski centar Višnjan